# Saint-Germain-près-Herment
Saint-Germain-près-Herment é uma comuna francesa na região administrativa de Auvérnia-Ródano-Alpes, no departamento Puy-de-Dôme. Estende-se por uma área de 18 km². Em 2010 a comuna tinha 80 habitantes (densidade: 4,4 hab./km²).